# Kolosch-Gletscher
Der Kolosch-Gletscher (bulgarisch залив Колош lednik Kolosch) ist ein 6,7 km langer und 3,6 km breiter Gletscher auf der Magnier-Halbinsel an der Graham-Küste des Grahamlands auf der Antarktischen Halbinsel. Er fließt von den Westhängen des Lisiya Ridge nördlich des Mount Bigo in nordwestlicher Richtung zur Bigo Bay, in die er unmittelbar südlich des Nesla-Gletschers mündet.
Britische Wissenschaftler kartierten ihn 1971. Die bulgarische Kommission für Antarktische Geographische Namen benannte ihn 2010 nach dem Berg Kolosch im Konjawskagebirge im Westen Bulgariens.